# 松尾まどか
松尾 まどか（まつお まどか、1991年8月12日 - ）は、日本のフリーアナウンサー。TBSスパークル所属。

## 人物
- 血液型A型。
- 東京都出身（父親は福岡県出身）。
- 学習院大学卒業。
- 2014年4月1日長野朝日放送に入社、2017年4月30日退社。
- 以降フリーアナウンサーとして活動。

## 長野朝日放送時代の出演番組
- ザ・駅前テレビ
- abnニュース&天気予報

## 過去の出演番組
- 満足!トレンドナビ(BS-TBS、2018年12月15日、12月22日)[2]